# Muzeum Żołnierzy Wyklętych w Ostrołęce
Muzeum Żołnierzy Wyklętych w Ostrołęce – muzeum historyczne zlokalizowane przy ul. Traugutta (droga krajowa nr 61) w Ostrołęce, gromadzące pamiątki związane z historią żołnierzy wyklętych oraz powojennego podziemia antykomunistycznego.

## Historia
Muzeum jest instytucją kultury prowadzoną przez Ministra Kultury i Dziedzictwa Narodowego i zostało utworzone uchwałą nr 409/XL/2013 Rady Miasta Ostrołęki z dnia 28 lutego 2013 w sprawie utworzenia miejskiej instytucji kultury pod nazwą Muzeum Żołnierzy Wyklętych w Ostrołęce (w organizacji). Dla zwiedzających otwarto je 1 marca 2022, w Narodowym Dniu Pamięci „Żołnierzy Wyklętych” w obecności m.in. wicepremiera Piotra Glińskiego. Pomysłodawcami utworzenia ekspozycji byli poseł Arkadiusz Czartoryski i senator Robert Mamątow. Wniosek o otwarcie placówki skierowano już w 2014 do ministra kultury Bogdana Zdrojewskiego, jednak został on wówczas odrzucony (otrzymał m.in. zerową liczbę punktów w kategorii ważność projektu z punktu widzenia polityki kulturalnej państwa). Decyzję o stworzeniu placówki podjął minister Piotr Gliński w 2015. W 2019 oddano do użytku budynek. Od początku 2021 muzeum stało się państwową instytucją kultury.

## Ekspozycja
Wystawa mieści się na terenie dawnego ostrołęckiego aresztu śledczego. Multimedialna ekspozycja stała ukazuje fenomen polskiego antykomunistycznego ruchu oporu podejmującego walkę przeciwko sowietyzacji Polski po 1945. Temat ukazano wraz z jego genezą, począwszy od czasów II Rzeczypospolitej oraz początku II wojny światowej. Przedstawia zagadnienia polskie na tle polityki międzynarodowej, jak również walkę podziemia antykomunistycznego z władzami narzuconymi przez ZSRR. Przedstawiono proces sowietyzacji Polski, akcje zbrojne podziemia (w tym największe bitwy i starcia), postacie żołnierzy wyklętych, działanie stalinowskiego wymiaru represji (zbrodnie sądowe), propagandę komunistyczną i masowe mordy. Wystawę można zwiedzać zarówno z przewodnikiem, jak i z audioprzewodnikiem.
Placówka dysponuje płatną osobno strzelnicą cyfrową z replikami broni długiej i krótkiej o identycznych wybranych parametrach co oryginały (m.in. MP 40, Mauser Kar98k i StG44), salą kinową i konferencyjną, księgarnią oraz kawiarnią.